# منتخب تيمور الشرقية لكرة الصالات
منتخب تيمور الشرقية لكرة الصالات هو ممثل تيمور الشرقية الرسمي في المنافسات الدولية في كرة الصالات
.